# Lillian Hellman

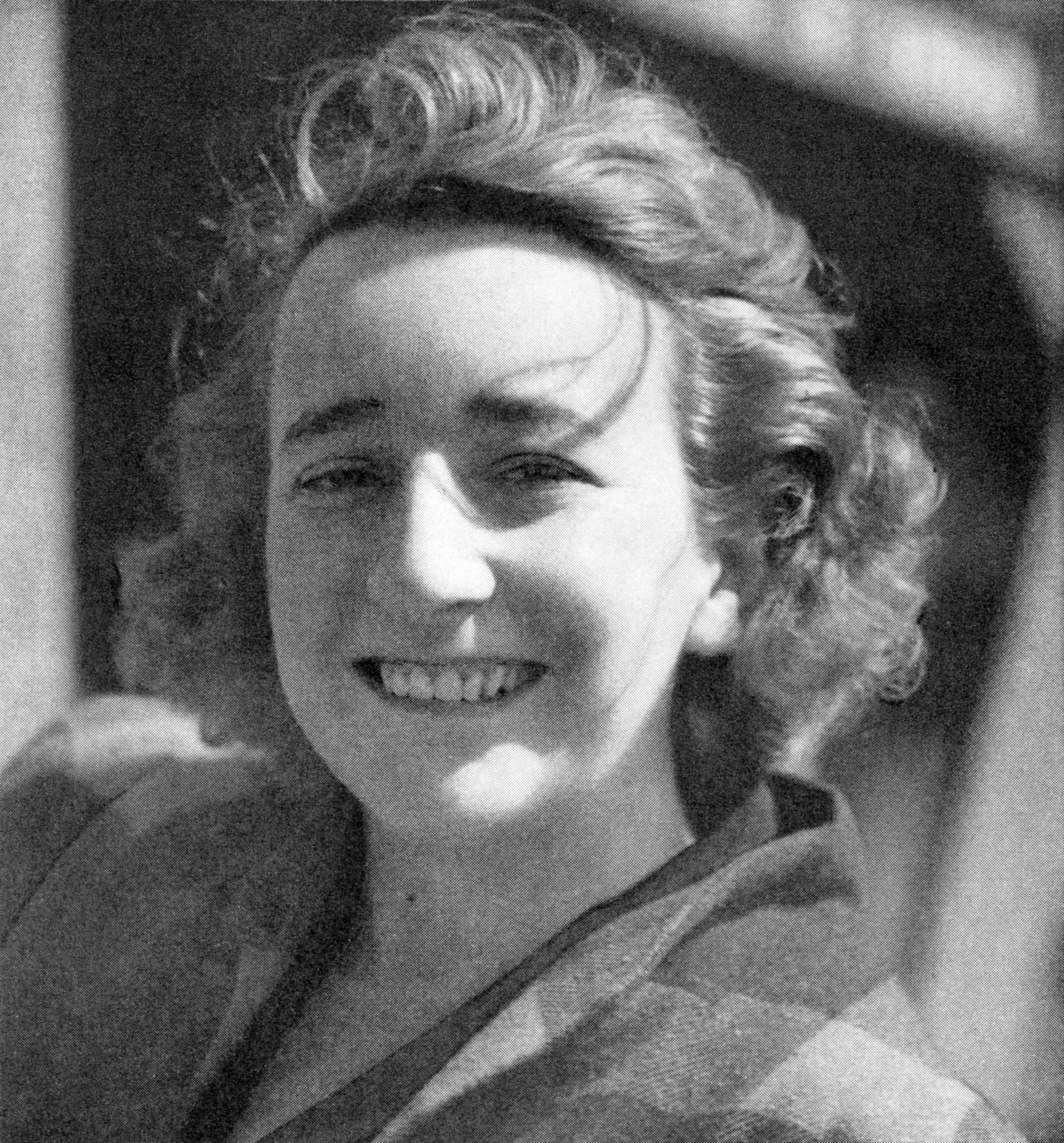
Lillian Hellman (1939)

Lillian Florence Hellman (New Orleans, 20 juni 1905 - Tisbury, 30 juni 1984) was een succesvol Amerikaans auteur van joodse afkomst. Ze schreef vooral toneelstukken en filmscenario's. Op latere leeftijd begon ze haar memoires te publiceren. 

## Biografie
Haar kindertijd bracht Hellman afwisselend door in New Orleans en in New York. In New York studeerde ze aan de universiteit en trouwde er in 1925 met de schrijver en persagent Arthur Kober. In 1929 reisde ze door Europa en was van plan haar studies verder te zetten in Bonn. Daar kwam ze in contact met jonge nazi's die haar na een tijdje hun mening over de joden in Duitsland vertelden. Ze reisde terug naar Amerika met een levenslange afkeer voor elke vorm van fascisme. Ze hield er haar radicale politieke opvattingen aan over.
In 1930 was ze in Hollywood werkzaam als professionele lezeres. Voor Metro-Goldwyn-Mayer nam ze verhalen door en schreef er samenvattingen van met het oog op mogelijke scenario's. Ze ontmoette er Dashiell Hammett, de schrijver van hardboiled romans noirs en begon een jarenlange relatie met hem die duurde tot zijn overlijden in 1961. Ze vertelde altijd dat Hammett haar had leren schrijven. Ze vormde de inspiratie voor zijn karakter Nora Charles. Ze was ook een levenslange vriendin van de schrijfster Dorothy Parker. 
Ze startte haar toneelcarrière met het seksueel getinte drama The Children's Hour dat eind 1934 in Broadway opgevoerd werd en heel wat succes oogstte. Haar eerste filmscenario schreef ze voor The Dark Angel (Sidney Franklin, 1935). Daarna werkte ze meermaals samen met cineast William Wyler. Ze herwerkte voor hem eerst The Children's Hour tot een braver scenario voor These Three (1936). Daarna volgden Dead End (1937), The Westerner (1940) en The Little Foxes (1941) dat gebaseerd was op haar eigen toneelstuk uit 1939. In 1961 verwezenlijkte Wyler, weer naar een scenario van Hellman, nog een remake van These Three onder de oorspronkelijke naam The Children's Hour. In 1944 was ze de eerste vrouw die genomineerd werd voor de Academy Award voor Beste Originele script voor The North Star (Lewis Milestone, 1943). In 1942 was ze al eens genomineerd voor het Beste Aangepaste scenario voor The Little Foxes. 
Getrouw aan haar linkse politieke overtuiging hielp ze mee fondsen in te zamelen voor The Spanish Earth,  een documentaire over de Spaanse Burgeroorlog (Joris Ivens, 1937) die bedoeld was om de Spaanse republikeinen een hart onder de riem te steken. In 1941 schreef ze naar aanleiding van het Molotov-Ribbentroppact het anti-nazistuk Watch on the Rhine dat in datzelfde jaar de New York Drama Critics' Circle Award won. In 1946 bracht ze met het stuk Another Part of the Forest een prequel uit op haar drama The Children's Hour.
In 1950 al verschenen de namen van Hellman en Hammett op het pamflet Red Channels, een lijst van mensen werkzaam in de radio- en televisiewereld die verdacht werden van communistische sympathieën. Mede wegens haar relatie met Hammett, die lid was van de Amerikaanse communistische partij en die geweigerd had te getuigen voor de fameuze commissie van Joseph McCarthy, moest ze in 1952 voor het House Committee on Un-American Activities verschijnen. Ze kwam terecht op de Zwarte lijst van Hollywood.
Het belette niet dat The Autumn Garden (1951), een toneelstuk over de ontgoochelingen en verwachtingen van mensen van middelbare leeftijd veel bijval kreeg. In 1956 schreef ze mee aan de liedteksten voor de operette Candide van Leonard Bernstein. Haar toneelstuk Toys in the Attic (1960) werd in 1963 onder dezelfde titel verfilmd door George Roy Hill. In 1966 schreef ze mee aan het scenario voor The Chase (Arthur Penn, 1966).
Vanaf 1969 zette ze zich aan het schrijven van haar memoires. Ze schreef enkele bundels vol. In Pentimento : A Book of Portraits (1973), haar tweede bundel, staat het verhaal waarop de film Julia (Fred Zinnemann, 1977) gebaseerd is.
Lillian Hellman stierf in 1984, enkele dagen nadat ze haar 79ste verjaardag gevierd had.